# Henning Haßmann

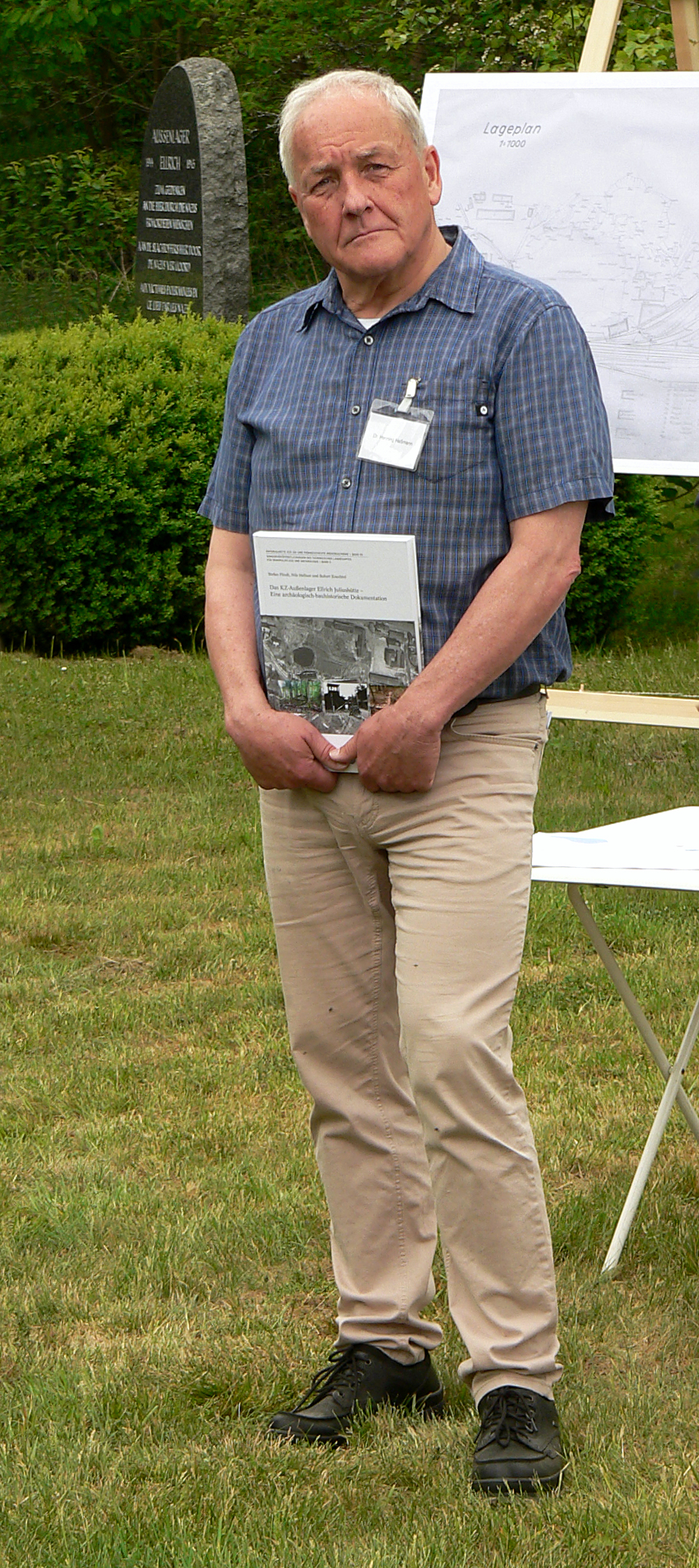
Henning Haßmann (2025)

Henning Haßmann (* 12. April 1963 in Osnabrück) ist ein deutscher Prähistoriker und niedersächsischer Landesarchäologe. Er leitet die Abteilung Archäologie des Niedersächsischen Landesamtes für Denkmalpflege in Hannover und gehört dem Verband der Landesarchäologen an.

## Leben
Nach dem Abitur am Hannah-Arendt-Gymnasium in Lengerich 1982 absolvierte Henning Haßmann seinen Wehrdienst bei der Bundesmarine. 1983 nahm er das Studium der Vor- und Frühgeschichte, Geologie, Klassischen Archäologie und Kunstgeschichte an der Westfälischen Wilhelms-Universität in Münster auf. 1985 wechselte er zur Christian-Albrechts-Universität zu Kiel, wo er 1994 sein Studium abschloss und mit der Dissertation über „Die Steinartefakte der befestigten neolithischen Siedlung von Büdelsdorf“ promovierte (Siehe: Erdwerk von Büdelsdorf).
Von 1994 bis 2001 war er beim Landesamt für Archäologie Sachsen mit Landesmuseum für Vorgeschichte in Dresden tätig. Bis 1997 hatte er die Funktion eines Gebietsreferenten (Bezirksarchäologe) inne. Schwerpunkte seiner Tätigkeit waren die Ur- und Frühgeschichte sowie die Stadt-, Burgen- und Montanarchäologie. Ende 1997 wurde Henning Haßmann Abteilungsleiter der Zentralen Fachdienste seiner Behörde. In seine Zuständigkeit fielen die Denkmalinventarisation, die Redaktion von Publikationen sowie die archäologische Restaurierung. Des Weiteren organisierte er für das Landesamt Veranstaltungen wie Ausstellungen, Tagungen und Fortbildungen.
Von 1999 bis 2003 war er stellvertretender Vorsitzender der Deutschen Gesellschaft für Ur- und Frühgeschichte.
Im Oktober 2001 trat Henning Haßmann in Hannover die seit fast fünf Jahren vakante Stelle des Landesarchäologen für Niedersachsen an. In dieser Funktion ist er seither Referatsleiter für Archäologie im Niedersächsischen Landesamt für Denkmalpflege und war langjährig stellvertretender Behördenleiter.
Seit dem Jahre 2008 gehört Haßmann dem Forschungsprojekt Harzhorn zum Harzhornereignis an. Das Forscherteam bildete sich nach den ersten Funden zur Koordination des weiteren Vorgehens. Von 2019 bis 2024 war er kommissarischer Leiter des Forschungsmuseums Schöningen, das sich in diesem Zeitraum in der Trägerschaft des Niedersächsischen Landesamtes für Denkmalpflege befand. 
Zu seinen Forschungsschwerpunkten zählen Moorarchäologie, Kulturlandschaftsforschung, frühe Bauernkulturen, Bronzezeit, Römer und Germanen sowie die Forschungsgeschichte der ersten Hälfte des 20. Jahrhunderts.
Neben seiner beruflichen Tätigkeit hat er sich besonders dem Thema der Archäologie und Frühgeschichtsforschung während der Zeit des Nationalsozialismus gewidmet. Henning Haßmann ist verheiratet und lebt in Altwarmbüchen.

## Schriften
- mit Detlef Jantzen: „Die deutsche Vorgeschichte – eine nationale Wissenschaft.“ Das Kieler Museum Vorgeschichtlicher Altertümer im Dritten Reich. In: Offa. 51, 1994, S. 9–23.
- Überraschung in Crimmitschau – Hausbau um 1300. In: Archäologie aktuell im Freistaat Sachsen. 3, 1995, ISSN 0947-4803, S. 127–131.
- mit Uta Böddiker: Stadtkerngrabungen in Werdau an der Pleiße. In: Archäologie aktuell im Freistaat Sachsen. 3, 1995, S. 132–137.
- Die Spur der Steine … das jungsteinzeitliche Erdwerk von Büdelsdorf. In: Werner Budesheim, Horst Kieling (Hrsg.): Zur jüngeren Steinzeit in Norddeutschland. Einblicke in das Leben der ersten Bauern (= Beiträge für Wissenschaft und Kultur. 2). Wachholtz Verlag GmbH, Neumünster 1996, ISBN 3-529-02054-0, S. 19–30.
- Labyrinthe unter westsächsischen Städten. In: Archäologie aktuell im Freistaat Sachsen. 4, 1996, S. 149–154.
- Die Steinartefakte der befestigten neolithischen Siedlung von Büdelsdorf, Kreis Rendsburg-Eckernförde (= Universitätsforschungen zur prähistorischen Archäologie. 62). Bonn, Habelt 2000, ISBN 3-7749-2665-4 (Zugleich: Kiel, Universität, Dissertation, 1994).
- Archäologie und Jugend im „Dritten Reich“. In: Achim Leube (Hrsg.): Prähistorie und Nationalsozialismus. Die mittel- und osteuropäische Ur- und Frühgeschichtsforschung in den Jahren 1933–1945 (= Studien zur Wissenschafts- und Universitätsgeschichte. 2). Synchron, Heidelberg 2002, ISBN 3-935025-08-4, S. 107–146.
- Vereinnahmung von Landesgeschichte im Dritten Reich am Beispiel „Heinrich des Löwen“. In: Berichte zur Denkmalpflege in Niedersachsen. Bd. 26, Nr. 1, 2006, S. 21–25.
- Kultorte der Prähistorie in der Zeit des Nationalsozialismus. Vortrag am 6. Oktober 2006 in Bremen. Kurzfassung. Unveröffentlichtes Manuskript.
- Das Gelände der Reichserntedankfeste auf dem Bückeberg als Kulturdenkmal und seine Umgebung als gestaltete Kulturlandschaft. In: Stefan Winghart (Hrsg.): Die Reichserntedankfeste auf dem Bückeberg bei Hameln. Diskussion über eine zentrale Stätte nationalsozialistischer Selbstinszenierung (= Arbeitshefte zur Denkmalpflege in Niedersachsen. 36). Niemeyer, Hameln 2010, ISBN 978-3-8271-8036-0, S. 30–41.
- Detektorarchäologie: Herausforderung und Chance für die Bodendenkmalpflege in: Robert Lehmann, Karola Hagemann, Henning Haßmann (Hrsg.): Von Drusus bis Maximinus Thrax – Römer in Norddeutschland, Hannover, 2018, S. 338–349.

Herausgeberschaften
- Nachrichten aus Niedersachsens Urgeschichte. Veröffentlichung des Niedersächsischen Landesamtes für Denkmalpflege gemeinsam mit der Archäologischen Kommission für Niedersachsen.
- mit Robert Lehmann, Karola Hagemann (Hrsg.): Von Drusus bis Maximinus Thrax – Römer in Norddeutschland. Festschrift zum achtzigsten Geburtstag von Wilhelm Dräger, Hannover, 2018